# Бебженски национален парк
Бебженски национален парк (на полски: Biebrzański Park Narodowy) е най-големият национален парк в Полша и един от най-големите в Европа. Разположен е на територията на Подляско войводство, в североизточната част на страната, по течението на река Бебжа. Администрацията му пребивава в осада Осовец-Твердза.
Създаден е на 9 септември 1993 година, с наредба на Министерския съвет. Заема площ от 59 223 хектара.

## Фотогалерия
- Река „Бѐбжа“ при село Бжосто̀во
- Бебжа в околностите на село Давидовѝзна
- Изглед от долното течение на Бебжа
- Бебжа при село Вро̀цен
- „Царска Дрога“ (Царският път) край град Го̀ньондз
- „Царска Дрога“ през зимата